# Новак, Юзеф
Юзеф Новак (пол. Józef Nowak; 1925—1984) — польский актёр театра, кино, радио и кабаре.

## Биография
Юзеф Новак родился 8 апреля 1925 года в деревне Коньчице (ныне Малопольское воеводство). Актерское образование получил в Кракове. Дебютировал в театре в 1945. Актёр театров в разных польских городах (Краков, Ополе, Катовице, Варшава). Пел и играл роли в кино, радио и кабаре. Умер 16 января 1984 года в Варшаве, похоронен на Северном коммунальном кладбище в Варшаве.

## Избранная фильмография
- 1951 — Варшавская премьера / Warszawska premiera — студент с цветами
- 1953 — Целлюлоза / Celuloza — Щенсный
- 1954 — Под фригийской звездой / Pod gwiazdą frygijską — Щенсный
- 1956 — Человек на рельсах / Człowiek na torze — Янковский
- 1958 — Эроика / Eroica — поручик Кужава
- 1958 — Дезертир / Dezerter — Роберт
- 1960 — Косоглазое счастье (Шесть превращений Яна Пищика) / Zezowate szczęście — Витольд
- 1960 — Поиски прошлого (Возвращение) / Powrót — Анджей
- 1961 — Приговор / Wyrok — Альфред Зарембский, любовник Целярской
- 1964 — Закон и кулак / Prawo i pięść — поручик Вжесиньский
- 1965 — Домашняя война / Wojna domowa (телесериал) — милиционер (только в 6-й серии)
- 1967 — Париж-Варшава без визы / Paryż-Warszawa bez wizy — консул
- 1967 — Вестерплатте / Westerplatte — рядовой Петр Будер
- 1968 — Ставка больше, чем жизнь / Stawka większa niż życie (телесериал) — Стефан, командир партизанского отряда (только в 10-й серии)
- 1968 — Графиня Коссель / Hrabina Cosel — граф Лагнаско
- 1968 — Пароль «Корн» / Hasło Korn — полковник Марчак
- 1969 — Новый / Nowy — директор машинного центра
- 1970 — Легенда / Legenda — командир партизанского отряда
- 1970 — Гидрозагадка / Hydrozagadka — Ян Вальчак (Ас)
- 1971 — Голубое, как Чёрное море / Niebieskie jak Morze Czarne — директор, участник экскурсии
- 1971 — Кардиограмма / Kardiogram — секретарь партии
- 1971 — Беспокойный постоялец / Kłopotliwy gość — милиционер
- 1973 — Профессор на дороге / Profesor na drodze — Юзеф Гжегорек, водитель
- 1973 — Майор Хубаль — Леопольд Окулицкий (полковник «Миллер»)
- 1974 — Весна, пан сержант! / Wiosna panie sierżancie — сержант Владислав Лихняк, милиционер
- 1975 — Ярослав Домбровский / Jarosław Dąbrowski — генерал Бронислав Воловский
- 1975 — Директора / Dyrektorzy (телесериал) — Вацлав Видляж, секретарь партии
- 1984 — Хозяин на Жулавах / Pan na Żuławach (телесериал) — Щепан (только в 3-й серии)

## Награды
- 1955 — Государственная премия ПНР 2-й степени.
- 1962 — Кавалерский крест Ордена Возрождения Польши.
- 1967 — Нагрудный знак 1000-летия польского государства.
- 1970 — Офицерский крест Ордена Возрождения Польши.
- 1970 — Бронзовая Медаль «За заслуги при защите страны».
- 1974 — Награда «Комитета в дела радио и телевидение» за радио- и телевизионное творчество.
- 1974 — Медаль «30-летие Народной Польши».
- 1977 — Орден «Знамя Труда» 2-й степени.